# 人之死
人之死（法語：la mort de l'Homme），是法国思想家米歇尔·福柯的哲学概念。福柯在《詞與物》中讨论了人文学科中对人的概念的阐释，提出「人之死」，认为康德的人类学将要死亡。《词与物》：「那么我们可以断言，人将会像海边沙滩上画的一张面孔一样被抹掉」。

### 註腳
1. ↑  Foucault, Michel. . alors on peut bien parier que l'homme s'effacerait, comme à la limite de la mer un visage de sable

## 参看
- 後結構主義
- 上帝之死